# Der abgefangene Liebesbrief
Der abgefangene Liebesbrief (gemalt etwa 1860) ist eines der bekanntesten Bilder des Münchner Malers Carl Spitzweg.

## Beschreibung
Das Bild zeigt einen Studenten, erkenntlich an seiner Mütze, dem Cerevis, der an einem Faden einen versiegelten Liebesbrief zum geöffneten Fenster der unter seinem Studentenzimmer liegenden Wohnung herablässt. Im unteren Fenster sieht man eine junge Frau so intensiv mit Handarbeit beschäftigt, dass sie den Brief gar nicht wahrnimmt. Eine andere Frau, vermutlich ihre Tante oder Gouvernante, sieht jedoch den Brief und lässt erstaunt ihren Mund offen stehen.
Die sandfarbene Fassade ist reich gegliedert, schräge Schatten zeigen, dass sich die Szene in einer Stadt mit engen Gassen abspielt. Ferner hat Spitzweg kleine Stillleben ins Bild eingefügt:
- einen Vogelbauer,
- das Schild der Phönix-Versicherung,
- ein schnäbelndes Taubenpärchen.

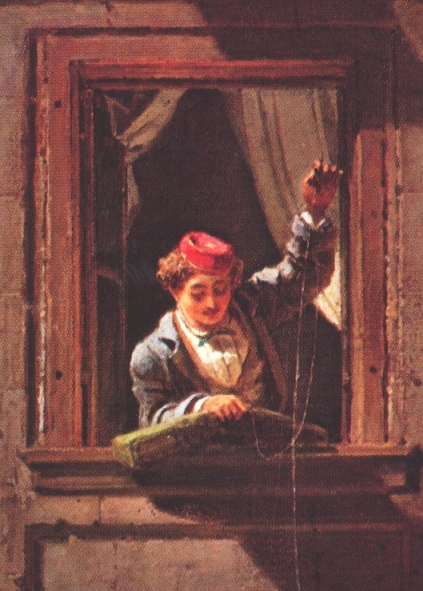
Student mit Studentenmütze
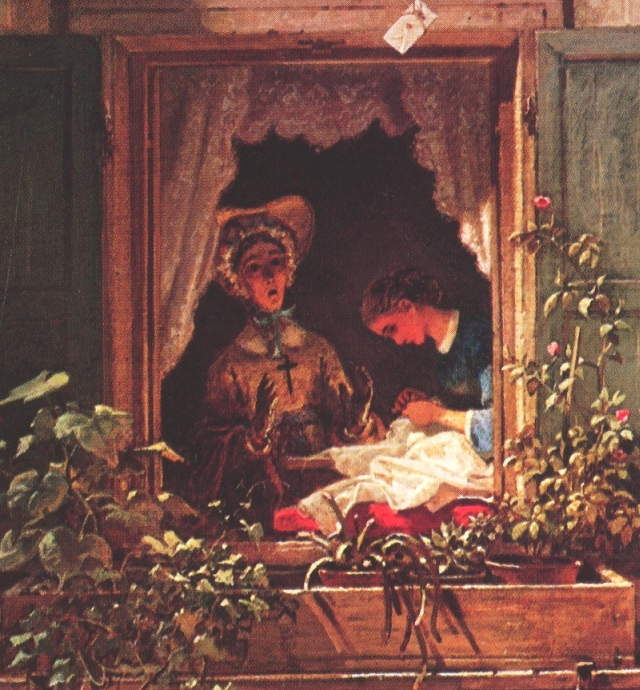
Tante und Mädchen
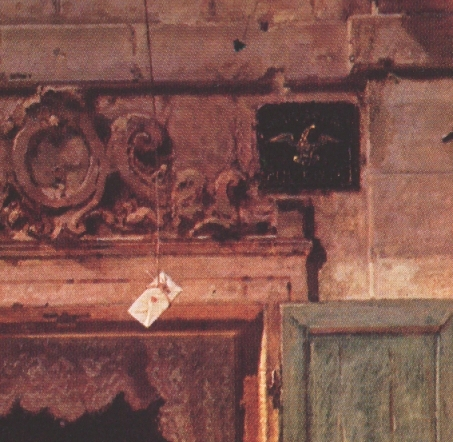
Brief und Schild der Phönix-Versicherung
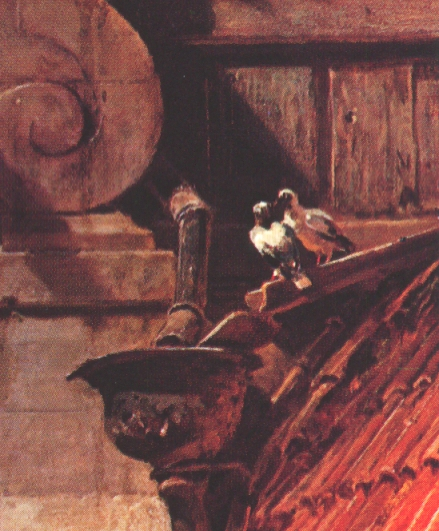
Turtelnde Tauben